# Wallum

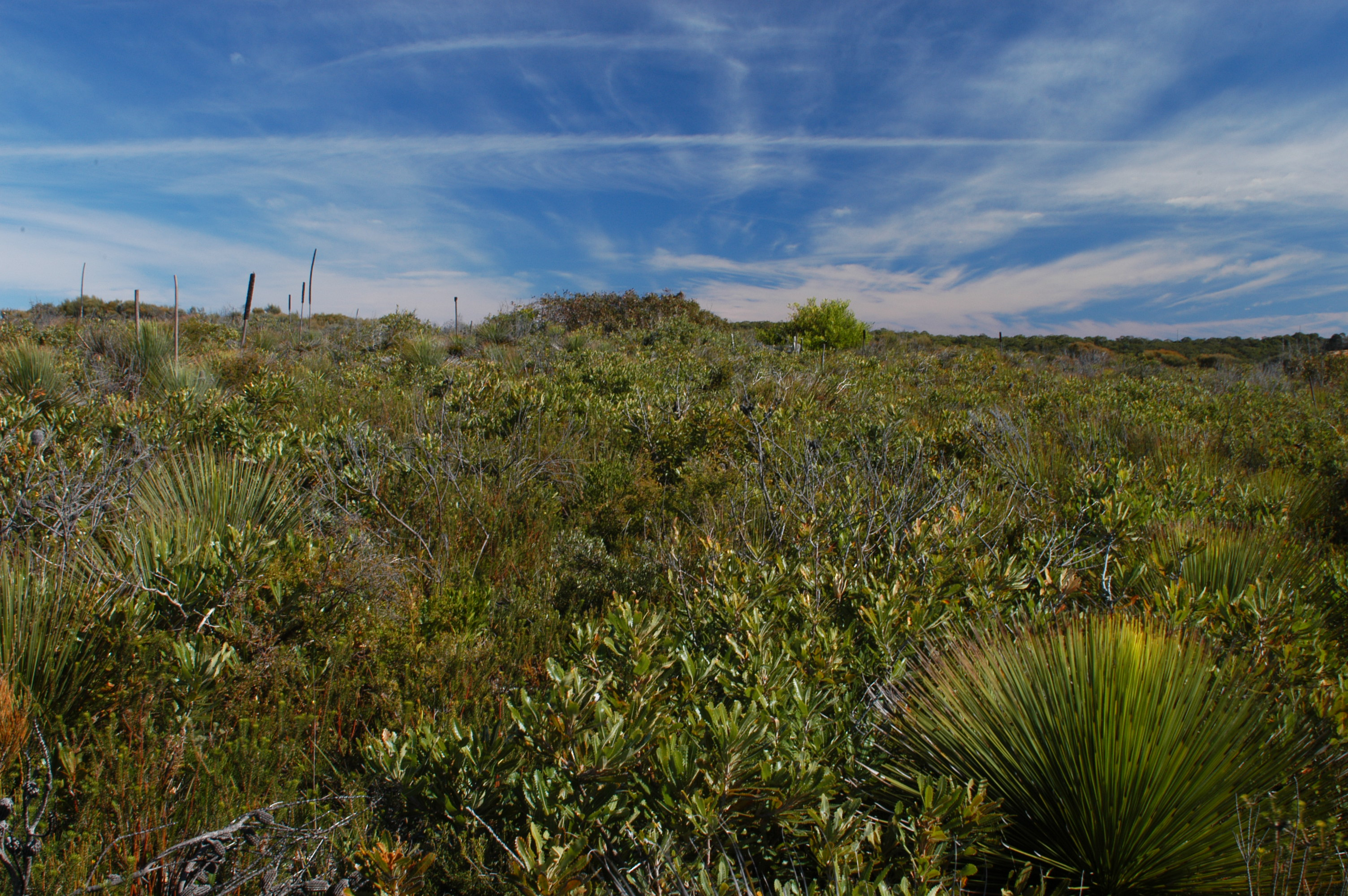
Pays wallum.

Le wallum ou pays wallum est un écosystème australien qui s'étend de la côte sud-est du Queensland jusqu'au nord-est de la Nouvelle-Galles du Sud. Il se caractérise par des zones de broussailles aux fleurs abondantes, des landes avec des sols profonds acides et pauvres en éléments nutritifs et des feux de broussailles fréquents. Les variations saisonnières de la nappe phréatique en fonction des précipitations peuvent créer des marais. Le nom est dérivé du nom kabi pour le Banksia aemula.

## Menaces

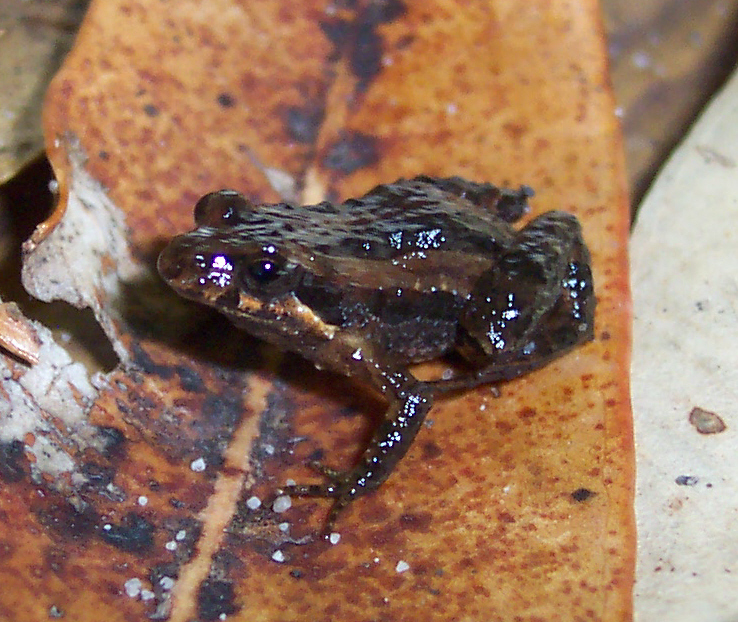
La Crina tinnula, une espèce endémique au Wallum. Son statut de conservation UICN en Nouvelle-Galles du Sud est vulnérable (Vu), c'est une espèce menacée.

Le wallum, comme d'autres écosystèmes côtiers, est fortement menacé par le développement côtier. Les menaces comprennent le défrichage des terres pour le développement résidentiel et les plantations de pins, les modifications dues au drainage des zones adjacentes, l'apport d'éléments nutritifs par des engrais, des changements dans la fréquence des incendies, la pollution par les aérosols utilisés dans la lutte contre les moustiques et l'introduction de mauvaises herbes.
Les espèces endémiques au wallum comprennent des grenouilles adaptées à la vie et à la reproduction dans les eaux acides comme Crinia tinnula, Litoria freycineti et Litoria olongburensis. Au Queensland, la Perruche terrestre ne semble se rencontrer que dans le wallum.